# Canby (Oregon)
Canby is een plaats (city) in de Amerikaanse staat Oregon, en valt bestuurlijk gezien onder Clackamas County.

## Demografie
Bij de volkstelling in 2000 werd het aantal inwoners vastgesteld op 12.790. In 2006 is het aantal inwoners door het United States Census Bureau geschat op 15.334, een stijging van 2544 (19,9%).

## Geografie
Volgens het United States Census Bureau beslaat de plaats een oppervlakte van 9,8 km², geheel bestaande uit land. Canby ligt op ongeveer 88 m boven zeeniveau.

## Plaatsen in de nabije omgeving
De onderstaande figuur toont nabijgelegen plaatsen in een straal van 12 km rond Canby.